# Bernstein Straße
De Bernstein Straße B49 is een Bundesstraße in de Oostenrijkse deelstaat Neder-Oostenrijk.
De weg verbindt Bad Deutsch Altenburg via Marchegg, Hohenau an der March, met Reintal, de weg is 74,1 km lang.
Routebeschrijving
De B49 begint in Bad Deutsch Altenburg op en kruising met de B9. De weg loopt in noordelijke richting door Engelhartstetten waar ze de B3 kruist.  De weg loopt verder door Marchegg waar de B8a aansluit, Angern an der March waar de B8 aansluit, Dürnkrut op een kruising de B40 aansluit. De weg loopt verder door Jedenspeigen, Ringelsdorf-Niederabsdorf, Hohenau an der March waar de B48 aansluit, Rabensburg en Bernhardsthal. De B49 eindigt in Reintal op een kruising met de B47.
Geschiedenis
Het noordelijke gedeelte van de Bernstein Straße tussem Angern en de Tsjechische grens behoort sinds 1 januari 1951 tot de lijst met Bundesstraßen in Oostenrijk.
Het zuidelijke deel tussen Angern en Engelhartstetten heette oorspronkelijk Marchegger Straßeen is sinds 1 april 1959 eveneens een de lijst van Bundesstraßen in Oostenrijk toegevoegd. Door een wet van 7 maart 1968 werd deze Bundesstraße verlengd tot aan de Preßburger Straße op de zuidelijke oever van de Donau, de mooie Andreas-Maurer-Brücke over de Donau werd echter pas in 1972 opegesteld voor het verkeer. Sinds 2002 is de weg een Landesstraße B.
B1 · 
B2 · 
B3 · 
B4 · 
B5 · 
B6 · 
B7 · 
B8 · 
B9 · 
B10 · 
B11 · 
B12 · 
B13 · 
B14 · 
B15 · 
B16 · 
B17 · 
B18 · 
B19 · 
B20 ·  
B21 · 
B22 · 
B23 · 
B24 · 
B25 · 
B26 · 
B27 · 
B28 · 
B29 · 
B30 · 
B31 · 
B32 · 
B33 · 
B34 · 
B35 · 
B36 · 
B37 · 
B38 · 
B39 · 
B40 · 
B41 · 
B42 · 
B43 · 
B44 · 
B45 · 
B46 · 
B47 · 
B48 · 
B49 · 
B50 · 
B51 · 
B52 · 
B53 · 
B54 · 
B55 · 
B56 · 
B57 · 
B58 · 
B59 · 
B60 · 
B61 · 
B62 · 
B63 · 
B64 · 
B65 · 
B66 · 
B67 · 
B68 · 
B69 · 
B70 · 
B71 · 
B72 · 
B73 · 
B74 · 
B75 · 
B76 · 
B77 · 
B78 · 
B79 · 
B80 · 
B81 · 
B82 · 
B83 · 
B84 · 
B85 · 
B86 · 
B87 · 
B88 · 
B89 · 
B90 · 
B91 · 
B92 · 
B93 · 
B94 · 
B95 · 
B96 · 
B97 · 
B98 · 
B99 · 
B100 · 
B105 · 
B106 · 
B107 · 
B108 · 
B109 · 
B110 · 
B111 · 
B113 · 
B114 · 
B115 · 
B116 · 
B117 · 
B119 · 
B120 · 
B121 · 
B122 · 
B123 · 
B124 · 
B125 · 
B126 · 
B127 · 
B129 · 
B130 · 
B131 · 
B132 · 
B133 · 
B134 · 
B135 · 
B136 · 
B137 · 
B138 · 
B139 · 
B140 · 
B141 · 
B142 · 
B143 · 
B144 · 
B145 · 
B146 · 
B147 · 
B148 · 
B149 · 
B150 · 
B151 · 
B152 · 
B153 · 
B154 · 
B155 · 
B156 · 
B158 · 
B159 · 
B160 · 
B161 · 
B162 · 
B163 · 
B164 · 
B165 · 
B166 · 
B167 · 
B168 · 
B169 · 
B170 · 
B171 · 
B172 · 
B173 · 
B174 · 
B175 · 
B176 · 
B177 · 
B178 · 
B179 · 
B180 · 
B181 · 
B182 · 
B183 · 
B184 · 
B185 · 
B186 · 
B187 · 
B188 · 
B189 · 
B190 · 
B191 · 
B192 · 
B193 · 
B197 · 
B198 · 
B199 · 
B200 · 
B201 · 
B202 · 
B203 · 
B204 · 
B205 · 
B209 · 
B210 · 
B211 · 
B212 · 
B213 · 
B214 · 
B215 · 
B216 · 
B217 · 
B218 · 
B219 · 
B220 · 
B221 · 
B222 · 
B223 · 
B224 · 
B225 · 
B226 · 
B227 · 
B228 · 
B229 · 
B230 · 
B303 · 
B305 · 
B309 · 
B310 · 
B311 · 
B316 · 
B317 · 
B319 · 
B320